# 43e brigade d'artillerie
Pour les articles homonymes, voir 43e brigade.
La 43e brigade d'artillerie, de son nom complet la 43e brigade séparée d'artillerie nommée d'après l'hetman Taras Tryasilo (en ukrainien : 43-тя окрема артилерійська бригада імені гетьмана Тараса Трясила, abrégé en 43 ОАБр ; numéro d'unité militaire А3085), est une grande unité des troupes d'artillerie des Forces terrestres ukrainiennes.
Elle est basée en temps de paix à Diwytschky (uk) (près de Pereiaslav dans l'oblast de Kiev) ainsi qu'à Pyriatyn (juste à côté, dans l'oblast de Poltava).

## Historique
L'unité est créée à l'automne 2014, dans le contexte de la guerre du Donbass, sous le nom de 43e brigade séparée d'artillerie à grande puissance (43-тя окрема артилерійська бригада великої потужності). Elle est formée autour de la 5e division de la 26e brigade d'artillerie (renommée la 191e division d'artillerie), réarmée d'obusiers automoteurs 2S7 Pion (de calibre 203 mm) sortis des dépôts. En 2015, elle est renommée 43e brigade d'artillerie.
En octobre 2020, elle reçoit le nom de Taras Tryasyl à rajouter à sa titulature, un des chefs des cosaques zaporogues au XVIIe siècle.
La brigade est engagée pour contrer l'invasion de l'Ukraine par la Russie à partir de février 2022, dans l'oblast de Kiev, puis elle est redéployée à partir d'avril dans l'oblast de Kharkiv, soutenant de ses feux la contre-offensive de août vers Balaklia. En novembre 2022, la brigade reçoit la distinction Pour le Courage et la Bravoure. Puis la brigade est envoyée dans l'oblast de Donetsk. Au début septembre 2023, elle est juste en arrière du front, localisée au nord-ouest de l'agglomération de Donetsk, vers Pokrovsk.

## Formations et équipement

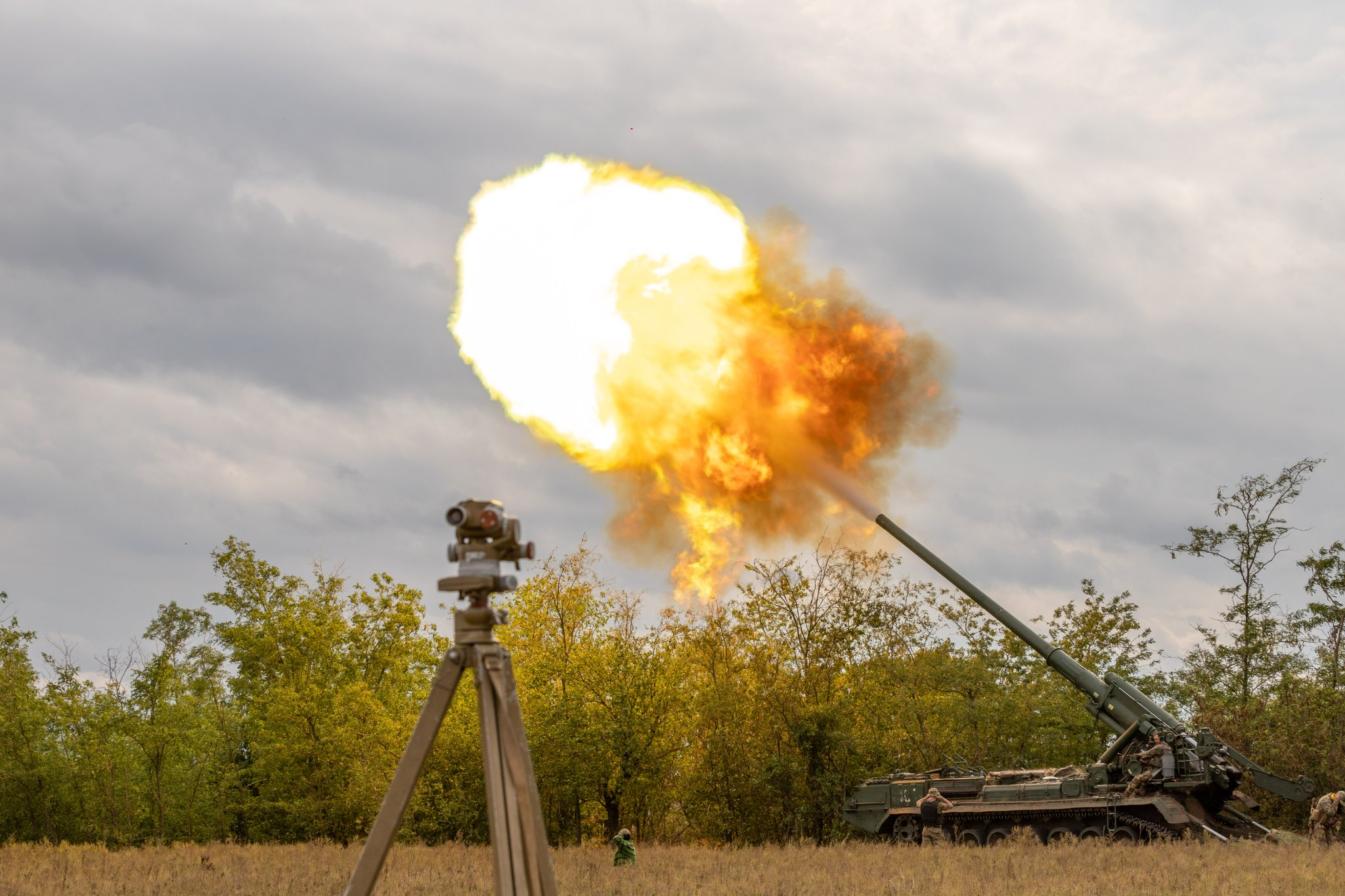
2S7 Pion en 9 2022.

- État-major de la brigade et son QG ;
- batterie de contrôle (conduite du tir) ;
- 1re division[5] d'artillerie automotrice ;
- 2e division d'artillerie automotrice ;
- 3e division d'artillerie automotrice ;
- 4e division d'artillerie automotrice ;
- division antichar (avec des canons MT-12 Rapira) ;
- division de reconnaissance d'artillerie (pour l'acquisition de cibles) ;
- bataillon de sécurité (de l'infanterie motorisée pour la protection des batteries) ;
- compagnie du génie (pour la préparation des positions de tir) ;
- compagnie de maintenance (entretien et réparation) ;
- compagnie de logistique (notamment le transport des munitions) ;
- compagnie de transmissions ;
- compagnie de radar (pour les tirs de contrebatterie) ;
- compagnie médicale (soins et évacuation) ;
- compagnie de protection NBC[6].

Au début de 2023, les puissants obusiers 2S7 Pion (qui ne sont pas blindés et dont les stocks de munitions s'épuisent) sont en partie remplacés par des PzH 2000.